# 1948年ロンドンオリンピックのイタリア選手団
1948年ロンドンオリンピックのイタリア選手団（1948ねんロンドンオリンピックのイタリアせんしゅだん）は、1948年7月29日から8月14日にかけてイギリスの首都ロンドンで開催された1948年ロンドンオリンピックのイタリア選手団、および競技結果。

## 概要
今大会は金メダル8個、銀メダル11個、銅メダル8個、合計27個のメダルを獲得した。

## メダル
| メダル | 選手名                                                                                | 競技   | 種目                   |
| ------ | ------------------------------------------------------------------------------------- | ------ | ---------------------- |
| 金     | アドルフォ・コンソリーニ                                                              | 陸上   | 男子円盤投             |
| 金     | マリオ・ゲッラ                                                                        | 自転車 | 男子スプリント         |
| 金     | レナト・ペローナ フェルディナンド・テッルッツィ                                       | 自転車 | 男子タンデムスプリント |
| 銀     | ジュゼッペ・トージ                                                                    | 陸上   | 男子円盤投             |
| 銀     | アメリア・ピッチニーニ                                                                | 陸上   | 女子砲丸投             |
| 銀     | エデラ・ジェンティーレ                                                                | 陸上   | 女子円盤投             |
| 銀     | リノ・プッチ アルナルド・ベンフェナーティ ギド・ベルナルディ アンセルモ・チッテリーオ | 自転車 | 男子4000m団体追い抜き  |
| 銅     | ミケーレ・ティート エンリコ・ペルッコーニ アントーニオ・シッディ カルロ・モンティ     | 陸上   | 男子4×100mリレー       |